# Кардинальний знак
Кардинальний знак — перша група знаків Зодіаку. Інша назва — поворотний, рухливий, тропічний знак.

## Загальна характеристика
В астрології кардинальний знак - це знак зодіаку, який ініціює зміну сезону, коли Сонце щороку входить до першого градуса цих знаків.
Термін "кардинальний" походить від латинського слова, що означає «петля». 

## Знаки Зодіаку

Квадрупліцитети знаків за модальністю (хрести)

Знаки Зодіаку, що входять до цієї групи, знаменують початок сезонів року, коли стан природи набуває нових якостей, а також відбувається зміна у співвідношенні тривалості дня і ночі. Сонце в Овні — це початок весни, коли Сонце у Раку — початок літа, Сонце у Терезах — початок осені, Сонце у Козорогу — початок зими. Овен і Терези- знаки рівнодення, Рак і Козоріг є знаками сонцестоянь.

## Властивості характеру
Традиційні астрологи називали ці знаки рухливими, оскільки, за Бонатті "повітря" змінюється, коли Сонце входить кожен з цих знаків, в результаті чого відбувається зміна сезону. З цієї причини вони вважаються сильними і динамічними, є початком дії та ознакою лідерства. 